# Jayson Williams
Pour les articles homonymes, voir Williams.
Jayson Williams, né le 22 février 1968 à Ritter en Caroline du Sud, est un joueur américain de basket-ball de NBA.

## Biographie

### Carrière de joueur
Intérieur de 2,05 m, il joua au lycée Christ The King RHS à New York, puis à l'université Saint John jusqu'en 1990.
Williams fut sélectionné par les Suns de Phoenix au premier tour (21e rang) de la draft 1990. Ses droits de draft furent finalement échangés par les Suns aux 76ers de Philadelphie contre un premier tour de draft 1993 le 28 octobre 1990. Il fut ensuite transféré par les 76ers aux Nets du New Jersey contre des choix de draft le 8 octobre 1992. Il se classa 2e de la ligue aux rebonds lors de la saison 1996-1997 (13,5 rebonds) avant de se blesser aux ligaments du genou après 41 matchs, puis à nouveau 2e lors de la saison 1997-1998 (13,6 rebonds). Il fut sélectionné pour le All-Star Game 1998.
Des blessures l'obligèrent de mettre un terme à sa carrière en 1999.

### Vie extra-sportive
En 1992, Williams fut accusé d'avoir balancé une chope de bière au visage d'un patron de bar à Chicago. Deux années plus tard, il fut accusé d'avoir usé d'une arme à feu semi-automatique dans un parking du Meadowlands Sports Complex.
Au printemps 2002, il fut inculpé pour avoir tiré sur un chauffeur de limousine de 55 ans Costas "Gus" Christofi dans sa résidence à Alexandria Township, New Jersey le 14 février 2002. Christofi avait été engagé en tant que chauffeur par Williams pour un match de charité à Bethlehem, Pennsylvanie. Des reportages annoncèrent que Williams jouait avec son arme en faisant visiter son appartement, lorsque le coup partit, tuant Christofi. Au moment de la mort de Christofi, Williams travaillait en tant que commentateur pour l'émission The NBA on NBC dont il fut licencié.
Au mois d'avril, il fut acquitté de la plupart des charges à son encontre, mais le jury retint une charge pour parjure et il dut faire face à un nouveau procès. En janvier 2005, il redevint joueur professionnel en Continental Basketball Association. En janvier 2003, la famille de Costas "Gus" Christofi toucha une somme de 2,75 millions de dollars dans un accord avec Williams.
Le 21 avril 2006, une cour d'appel confirma les poursuites contre Williams.Yahoo! Sports 
En 2000, Williams a écrit avec le journaliste Steve Friedman Loose Balls: Easy Money, Hard Fouls, Cheap Laughs, and True Love in the NBA.
Jayson Williams fut aussi le principal propriétaire des New Jersey Storm en National Lacrosse League. Cette franchise joua 2 saisons (2002 et 2003) avant de déménager à Anaheim, Californie, devenant les Anaheim Storm. Williams déclara qu'il avait envie d'acheter une équipe après avoir vu des images d'une légende de ce sport Jim Brown[réf. nécessaire].
Les Storm furent mis en sommeil à partir de la saison 2006.

## Records sur une rencontre en NBA
Les records personnels de Jayson Williams en NBA sont les suivants, :
| Record de la franchise |

| Type de statistique        | Saison régulière | Saison régulière          | Saison régulière | Playoffs | Playoffs             | Playoffs      |
| Type de statistique        | Record           | Adversaire                | Date             | Record   | Adversaire           | Date          |
| -------------------------- | ---------------- | ------------------------- | ---------------- | -------- | -------------------- | ------------- |
| Points                     | 35               | @ Hawks d'Atlanta         | 20 avril 1996    | 10       | @ Bulls de Chicago   | 26 avril 1998 |
| Paniers marqués            | 16               | @ Hawks d'Atlanta         | 20 avril 1996    | 4        | 2 fois               | 2 fois        |
| Paniers tentés             | 25               | @ Hawks d'Atlanta         | 20 avril 1996    | 9        | 2 fois               | 2 fois        |
| Paniers à 3 points réussis | 1                | 3 fois                    | 3 fois           | -        | -                    | -             |
| Paniers à 3 points tentés  | 2                | 2 fois                    | 2 fois           | -        | -                    | -             |
| Lancers francs réussis     | 11               | Celtics de Boston         | 19 novembre 1997 | 2        | @ Bulls de Chicago   | 26 avril 1998 |
| Lancers francs tentés      | 14               | 2 fois                    | 2 fois           | 2        | 4 fois               | 4 fois        |
| Rebonds offensifs          | 17               | Pacers de l'Indiana       | 31 octobre 1997  | 11       | @ Bulls de Chicago   | 24 avril 1998 |
| Rebonds défensifs          | 17               | @ Clippers de Los Angeles | 30 novembre 1996 | 10       | @ Bulls de Chicago   | 24 avril 1998 |
| Rebonds totaux             | 26               | Cavaliers de Cleveland    | 13 novembre 1997 | 21       | @ Bulls de Chicago   | 24 avril 1998 |
| Passes décisives           | 5                | Heat de Miami             | 28 février 1998  | 3        | Bulls de Chicago     | 29 avril 1998 |
| Interceptions              | 3                | 6 fois                    | 6 fois           | 2        | Bulls de Chicago     | 29 avril 1998 |
| Contres                    | 6                | Trail Blazers de Portland | 24 février 1999  | 2        | Bulls de Chicago     | 29 avril 1998 |
| Balles perdues             | 5                | 9 fois                    | 9 fois           | 2        | @ Knicks de New York | 1er mai 1994  |
| Minutes jouées             | 48               | 2 fois                    | 2 fois           | 44       | @ Bulls de Chicago   | 24 avril 1998 |

- Double-double : 95 (dont 1 en playoffs)
- Triple-double : 0